# Cyphopterum gomerense
Cyphopterum gomerense är en insektsart som beskrevs av Lindberg 1954. Cyphopterum gomerense ingår i släktet Cyphopterum och familjen Flatidae. Inga underarter finns listade i Catalogue of Life.